# Geraldine Turner
Geraldine Gail Turner (Brisbane, 23 giugno 1950) è un'attrice australiana.

## Biografia
Geraldine Turner ha cominciato a recitare da bambina e si è affermata sulle scene a partire dagli anni settanta come apprezzata interprete di musical teatrali e opere di prosa. Nel 1972 ha recitato in No, No, Nanette a Melbourne, mentre l'anno successivo ha preso parte al cast originale della prima australiana di A Little Night Music a Melbourne, Adelaine e Sydney. Dopo aver recitato in opere di prosa come Ella si umilia per vincere e The Elephant Man, nel 1981 ha interpretato la protagonista Velma Kelly nella prima australiana di Chicago, un ruolo che ha continuato a interpretare per due anni tra Melbourne, Adelaide, Sydney e Hong Kong.
Nel 1983 ha recitato nella commedia di Noel Coward Il divo Garry, mentre l'anno successivo ha interpretato Nancy nel musical Oliver!. Due anni più tardi ha recitato nella prima australiana del musical di Stephen Sondheim Company, nel ruolo di Joanne. Nella seconda metà degli anni ottanta ha recitato invece nell'operetta H.M.S. Pinafore (1987) e nei musical Sweeney Todd (1988) ed Anything Goes (1989) nel ruolo delle protagoniste Mrs. Lovett e Reno Sweeney.
Nel 1990 ha recitato in un nuovo allestimento di A Little Night Music, questa volta nel ruolo della protagonista Desirée, mentre tra anni più tardi ha recitato nel musical Into the Woods alla Sydney Opera House. Negli anni successivi ha continuato a recitare o dirigere per il teatro, ricoprendo ruoli principali in numerosi musical e opere di prosa, tra cui Il Mikado (1995), Cabaret (1997), Fiori d'acciaio (2009) e Wicked (2011).

## Filmografia parziale

### Cinema
- L'isola di Summerfield (Summerfield), regia di Ken Hannam (1977)

### Televisione
- All Saints - serie TV, 1 episodio (2006)
- Home and Away - serie TV, 13 episodi (2006-2007)